# Daskalogiannis

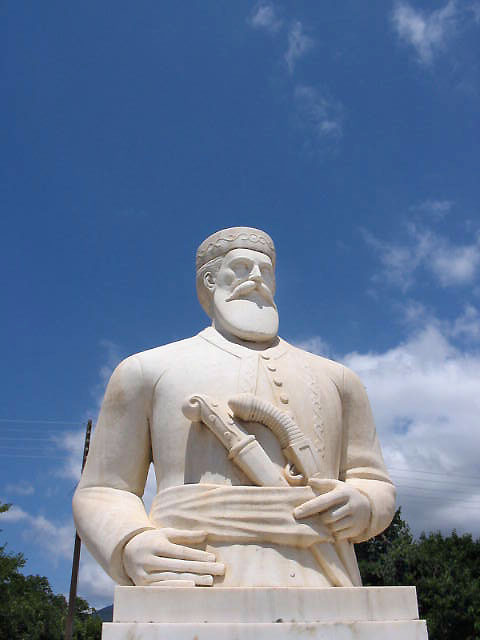
Daskalogiannis-Büste in Anopoli

Daskalogiannis (griechisch Δασκαλογιάννης), eigentlich Ioannis Vlachos (griechisch Ιωάννης Βλάχος; * um 1725 in Anopoli; † 17. Juni 1771 in Iraklio) war der Anführer eines Aufstands der griechischen Bevölkerung der Insel Kreta gegen die osmanische Herrschaft im 18. Jahrhundert.

## Biografie
Ioannis Vlachos stammte aus dem Dorf Anopoli in der Sfakia, einer von den Osmanen nie völlig beherrschten Region im Südwesten Kretas. Er wurde zwischen 1722 und 1730 geboren. Sein Name weist auf eine vlachische bzw. aromunische Herkunft seiner Familie hin. Sein Vater, ein vermögender Reeder, schickte ihn zur Ausbildung ins Ausland; die dort erworbene Bildung brachte ihm den Spitznamen Daskalogiannis (‚Lehrer Giannis‘) ein. Er wird um 1750 als leitender Beamter der Region von Sfakia und als Eigner von vier Handelsschiffen genannt.

## Der Aufstand von 1770
Während des Russisch-Türkischen Kriegs (1768–1774) versuchten die Brüder Grigori Grigorjewitsch Orlow und Fjodor Grigorjewitsch Orlow im Auftrag der russischen Zarin Katharina II., die griechischen Untertanen des Osmanischen Reichs zur Rebellion zu bewegen; die von ihnen angezettelten Erhebungen werden nach ihnen Orlofika (griechisch Ορλόφικα) genannt. Sie traten Anfang 1770 mit Daskalogiannis in Verbindung. Dieser organisierte daraufhin einen Aufstand von 2.000 Sfakioten gegen die türkische Herrschaft und stattete sie auf eigene Kosten mit Waffen aus. Er vertraute dabei auf die Zusage der Russen, ihn zu unterstützen. Der Aufstand begann am 25. März 1770, als an der Kirche Agios Georgios in Anopoli die griechische Fahne gehisst wurde. Der Aufstand konnte sich jedoch nicht wesentlich ausbreiten. Die russische Flotte, die in der Ägäis unter dem Kommando Grigori Orlows stand, erschien nicht vor Kreta. Ohne deren Unterstützung konnten sich die Rebellen nicht behaupten und der Aufstand wurde von den türkischen Streitkräften brutal niedergeschlagen. Der Pascha von Chania stellte Daskalogiannis Friedensverhandlungen in Aussicht. In der Hoffnung, das Leben seiner Mitkämpfer retten zu können, ergab sich Daskalogiannis bei Frangokastello zusammen mit 70 Mitkämpfern. Der Pascha bestrafte ihn jedoch furchtbar: Er befahl, Daskalogiannis die Haut bei lebendigem Leibe abzuziehen. Dies wurde am 17. Juni 1771 in Iraklio vollstreckt. Der Bruder Daskalogiannis’ soll gezwungen worden sein, dieser Tortur beizuwohnen, und hierüber seinen Verstand verloren haben.

## Nachruhm

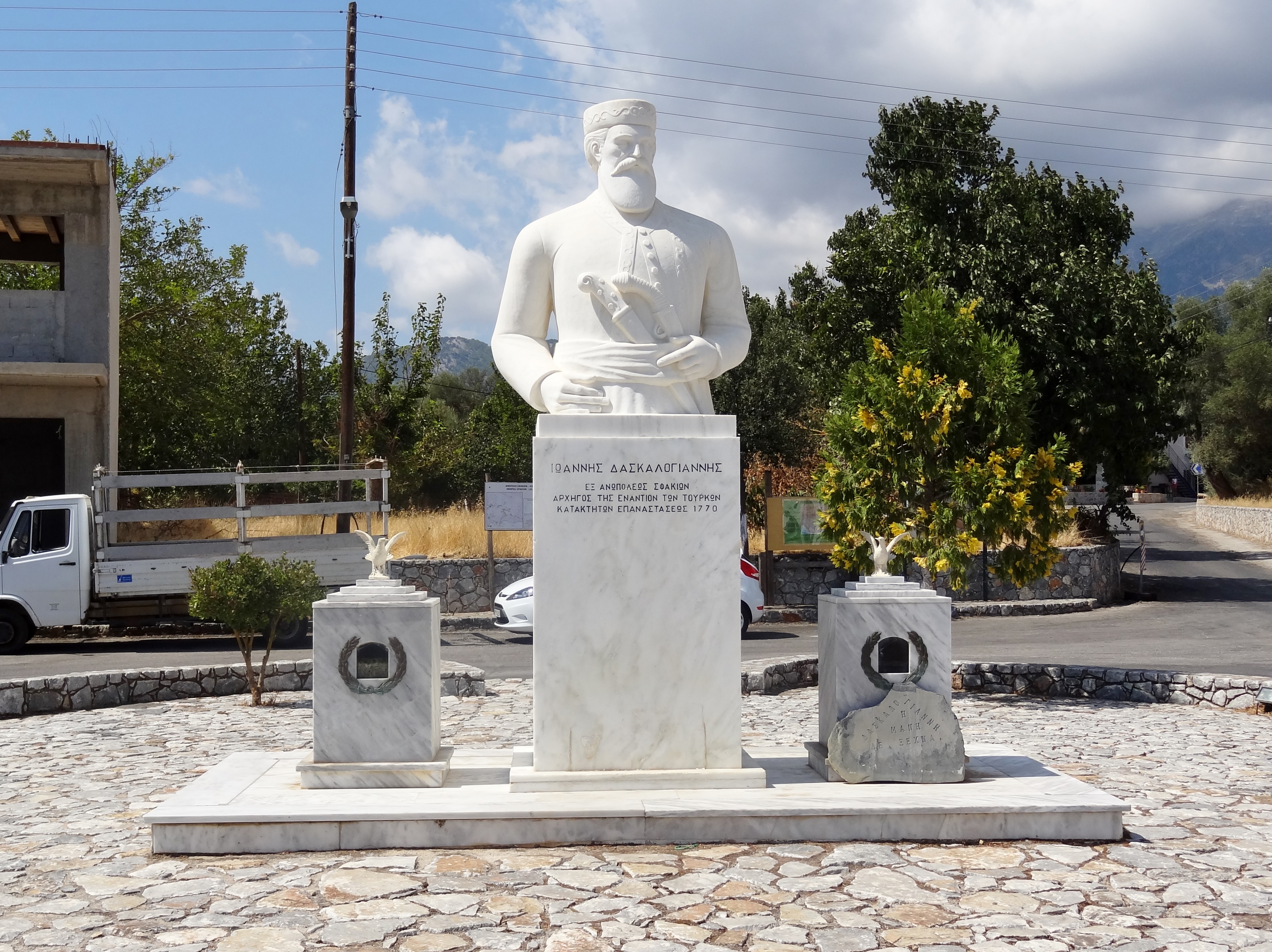
Denkmal in Anopoli

Zahlreiche volkstümliche Erzählungen und Lieder haben das Andenken an Daskalogiannis wachgehalten und ihn unsterblich gemacht.
Am bekanntesten ist eine Ballade des armen Senners Barba-Pantzelios von Mouri – To tragoudi tou Daskalogianni (1786):
…Φτάνουν στο Φραγκοκάστελο και στον πασά ποσώνου,
κι εκείνος δούδει τ' όρντινο κι ευτύς τσοι ξαρματώνου.
Ούλους τσοι ξαρματώσασι και τσοι μπισταγκωνίζου
και τότες δα το νιώσασι πως δεν ξαναγυρίζου.
... Sie kommen nach Frangokastello, sich zu ergeben,
Der Pascha befiehlt, sie sofort zu entwaffnen.
Sie legen die Waffen nieder voll dunkler Ahnung: 
dass keiner von ihnen jemals kehrt nach Hause.
Der Flughafen Chania „Ioannis Daskalogiannis“ (CHQ/LGSA) ist nach Daskalogiannis benannt, ferner eine Fähre, zahlreiche Straßen und Vereine. In seinem Geburtsort Anopoli sowie in Iraklio erinnern Denkmäler an ihn.